# Елбер Евора
Елбер Евора (нід. Elber Evora / порт. Elber Evora; нар. 2 грудня 1999, Роттердам, Нідерланди) — нідерландський та кабовердійський футболіст, воротар кіпріотського клубу АЕЛ (Лімассол).

## Клубна кар'єра
Футболом розпочав займатися в аматорській секції СК «Феєнорд», а в 2010 році був переведений до професіональної секції вище вказаного клубу. У сезоні 2018/19 років потрапляв на лаву запасних першої команди, але грав за «Йонг Феєнорд». У сезоні 2019/20 років почав частіше з'являтися в заявці головної команду клубу, але за першу команду так і не деютував. У 2020 році вільним агентом перейшов до АЗ, проте майже одразу був переведений до «Йонг АЗ». У футболці «Йонг АЗ» дебютував 14 вересня 2020 року в переможному (2:1) виїзному поєдинку 2-го туру Еерстедивізі проти «Йонг Утрехта». Загалом за команду провів 4 поєдинки. Також декілька разів залишався на лаві запасних у матчах першої команди АЗ. По завершенні контракту з нідерландським клубом у 2021 році перебрався до кіпріотського АЕЛ (Лімассол).

## Кар'єра в збірній
У футболці національної збірної Кабо-Верде дебютував 10 жовтня 2020 року в програному (1:2) товариському поєдинку проти Гвінеї.

## Статистика виступів

### Клубна
| Сезон                        | Клуб              | Країна            | Змагання          | Змагання | Змагання | Кубок | Кубок | Інші турніри | Інші турніри | Загалом | Загалом |
| Сезон                        | Клуб              | Країна            | Змагання          | Матчі    | Голи     | Матчі | Голи  | Матчі        | Голи         | Матчі   | Голи    |
| ---------------------------- | ----------------- | ----------------- | ----------------- | -------- | -------- | ----- | ----- | ------------ | ------------ | ------- | ------- |
| 2018/19                      | «Феєнорд»         | Нідерланди        | Ередивізі         | 0        | 0        | 0     | 0     | 0            | 0            | 0       | 0       |
| 2019/20                      | «Феєнорд»         | Нідерланди        | Ередивізі         | 0        | 0        | 0     | 0     | 0            | 0            | 0       | 0       |
| 2020/21                      | «Йонг АЗ»         | Нідерланди        | Еерстедивізі      | 4        | 0        | –     | –     | –            | –            | 4       | 0       |
| 2020/21                      | АЗ                | Нідерланди        | Ередивізі         | 0        | 0        | 0     | 0     | 0            | 0            | 0       | 0       |
| 2021/22                      | АЕЛ (Лімассол)    | Кіпр              | Дивізіон А        | 0        | 0        | 0     | 0     | 0            | 0            | 0       | 0       |
| Усього за кар'єру            | Усього за кар'єру | Усього за кар'єру | Усього за кар'єру | 4        | 0        | 0     | 0     | 0            | 0            | 4       | 0       |
| Оновлено 12 жовтня 2021 року |                   |                   |                   |          |          |       |       |              |              |         |         |